# Ludwig Harscher von Almendingen
Ludwig Harscher von Almendingen, född 25 mars 1766 i Paris, död 16 januari 1827 i Dillenburg, var en tysk jurist.
Almendingen blev 1794 lärare i rättsvetenskap vid dåvarande universitetet i Herborn och verkade jämte Paul Johann Anselm von Feuerbach och Carl Ludwig Wilhelm von Grolman ivrigt för kriminalrättsvetenskapens utveckling. Han utnämndes 1803 till Oberappellationsgerichtsrat i Hadamar och blev 1816 vice president i hovrätten i Dillenburg. 
Almendingen är känd genom flera vetenskapliga arbeten, bland annat Politische Ansichten über Deutschlands Vergangenheit, Gegenwart und Zukunft (1814). Med anledning av en rättegång emellan den äldre och den yngre linjen av huset Anhalt-Bernburg kritiserade Almendingen skarpt den preussiska lagstiftningen och dömdes på grund av detta till ett års fästningsstraff. Hovrätten i Dillenburg stadfäste dock inte domen och han blev därigenom inte straffad, utan blev pensionerad och drog sig tillbaka till privatlivet (1822). Hans Juridische Schriften utgavs 1803–19.